# Крысовидный хомячок
Крысовидный хомячок (лат. Tscherskia triton) — хомяк, единственный представитель рода крысовидных хомячков (Tscherskia), проживает на северо-востоке Китая от Хэйлунцзяна до Шэньси и Аньхоя, а также на юге Приморского края, в Еврейской автономной области и на юго-востоке Амурской области в России, и на всей территории Корейского полуострова. Один из основных вредителей-грызунов северного Китая.

## Внешний вид
Зверёк размером с крысу, крупнее любого серого хомячка (Cricetulus). Хвост относительно длинный: длина тела 142—250 мм, хвоста 69—106 мм. Вес 92—241 г. Волосяной покров в целом ровный и мягкий; подошвы волосатые; на хвосту ровный редкий волосяной покров, длинный волос на хвосте только у основания. Спина одноцветная, светлая серо-бурая; у волос на брюхе основания серые, кончики белёсые; хвост тёмно-коричневый, кончик часто белый; лапы белые. Волосяной покров у молодых крысовидных хомячков буровато-серый.

## Образ жизни
В Китае обитает преимущественно в засушливых равнинах. В России обитает в болотистых и поросших кустарником равнинах, в речных долинах и на возделанных землях; в нетронутой тайге встречается реже. Норы глубокие, сложного устройства, с вертикальными и горизонтальными ходами, отнорками, крупной камерой для хранения семян. Гнездо располагается на глубине до 1,5 м. Питается преимущественно семенами, желудями, весной побегами лебеды; реже употребляет листья и животную пищу, в том числе насекомых и яйца птиц. Также питается сельскохозяйственными культурами — соей, фасолью, пшеницей, подсолнухом, овсом, бобами и картофелем.
Преимущественно активен ночью, но иногда деятелен и днем, особенно весной и осенью. Зимой на поверхность не появляется, хотя в спячку не впадает. Период размножения с мая по август (по другим данным с апреля по октябрь). За сезон самки приносят 2—3 помёта; в выводке как правило 8—10 детенышей. Продолжительность жизни около года.

## Хозяйственное значение
Считается сельскохозяйственным вредителем. Может распространять инфекционные заболевания человека, например цуцугамуши. Используется как лабораторное животное.

## Отличия от сходных видов
Отличия от чёрной крысы и серой (рыжей) крысы:
- на хвосте нет четких поперечных колец (если они присутствуют, то слабо выражены);
- волосяной покров на подошве задних лап;
- волосяной покров на спине короткий и мягкий.

Отличия от полёвки Максимовича (восточной полёвки):
- волосяной покров на хвосте редкий и короткий.